# ديلون (مغنية)
ديلون (بالبرتغالية: Dillon‏) هي عازفة بيانو ومغنية برازيلية، ولدت في 1988 في برلين في ألمانيا.

## وصلات خارجية
- الموقع الرسمي
- ديلون على موقع ميوزك برينز (الإنجليزية)
- ديلون على موقع أول ميوزيك (الإنجليزية)
- ديلون على موقع ديسكوغز (الإنجليزية)